# Geschichte der niederländischen Rechtschreibung
Dieser Artikel handelt von der Geschichte der niederländischen Rechtschreibung. Die niederländische Rechtschreibung wird in den Niederlanden, Flandern und Suriname offiziell verwendet. Der Gebrauch der offiziellen Rechtschreibung ist für den Staat und die Bildungseinrichtungen verpflichtend. Es handelt sich in geänderter Form um die sogenannte Rechtschreibung von De Vries und Te Winkel. Zuvor war die Rechtschreibung mehrmals geregelt worden.

## Rechtschreibung im Mittelalter

### 8. Jahrhundert bis 1150
Die Rechtschreibung des Altniederländischen zeigt sich in den ältesten Texten, zum Beispiel dem Utrechtschen Taufgelöbnis, den Wachtendonckschen Psalmen, der Mittelfränkischen Reimbibel, dem Leidener Willeram und dem Text Hebban olla vogala.

### 1150 bis 14. Jahrhundert

#### Vielfalt des Mittelniederländischen
Das Mittelniederländische, das zwischen 1150 und 1500 bestand, kannte noch keine feste Grammatik. Die Schreibweise war nicht festgelegt; es gab keine festgelegten Rechtschreibregeln, wie man sie heute kennt. Das überlieferte Material weist eine große Bandbreite auf, weil es im Dialekt des jeweiligen Autors geschrieben wurde. Anhand des Manuskriptes kann man daher häufig feststellen, ob der Text aus Limburg, Brabant, Flandern oder Holland stammte.
Dennoch kann nicht von Durcheinander die Rede sein; ein Autor verwendete in einem Text die gleiche Schreibung und auch gab es bestimmte regionale Vorzüge in den verschiedenen entstandenen Schreibzentren. So verwendeten zum Beispiel die Schreiber in Amsterdam im 14. Jahrhundert meistens lant, aber in Utrecht land. Das moderne System der Lautverlängerung war damals auch bekannt, z. B. tel-len und sla-pen in Karel ende Elegast.

#### Rechtschreibung und Aussprache
Die Rechtschreibung dieser Zeit war phonetisch, der Klang bestimmte demnach die Schreibweise Wortes. Wörter wurden also oft geschrieben, wie sie ausgesprochen wurden. Man schrieb demnach beispielsweise einerseits lant und coninc, aber andererseits landen und coninghe. Dass zwei Formen ein und desselben Wortes unterschiedliche Laute aufweisen, hängt mit der sogenannten Auslautverhärtung zusammen. Das Prinzip der Analogie war auch nicht wichtig. Man schreibt im modernen Niederländischen hij wordt und hij brandt analog zu dem d in worden und zur t-Endung für die 3. Person Singular, wie bei hij loop-t. Im Mittelniederländischen war es einfach hi wort und hi brant.
Es gilt als gesichert, dass die mittelniederländische Graphemkombination ij im Lied von Herr Halewijn nicht als Diphthong, sondern als langer Monophthong gesprochen wurde. Sicher ist außerdem, dass im Wort niet kein ie war. Das mittelniederländische Graphem oe stellte die Klänge [ø], [u], aber auch einen [o]-Laut dar.

#### Alphabet
Die niederländische Rechtschreibung stützte sich zu Beginn auf das lateinische Alphabet. Die niederländische Variante kannte ursprünglich 23 Buchstaben: a, b, c, d, e, f, g, h, i, k, l, m, n, o, p, q, r, s, t, v, x, y und z. Später kamen die Buchstaben j, u und w hinzu.
Allerdings gab es ein Problem mit dem lateinischen Alphabet, was die Unterscheidung zwischen langen und kurzen Vokalen (a/aa) betraf. Dies wurde auf verschiedene Weisen gelöst. Das Wort jaar zum Beispiel wurde im 13. Jahrhundert des Öfteren mit dem unpraktischen jar wiedergegeben, bald darauf schrieb man jaer oder jair, noch später auch jaar. Die Varianten yaer und iaer wurden ebenfalls benutzt.

#### Proklise/Enklise
Ein anderes Merkmal der Rechtschreibung war, dass man Klisis, wie Artikel und Präpositionen, oft zusammenschrieb, z. B. tjaer und dlant, wie hierneben in einem Ausschnitt von Karel ende Elegast, und aller Wahrscheinlichkeit nach auch so aussprach. Eine negative Nebensächlichkeit war, dass bestimmte Formen mehrere Interpretationen hatten. Beispielsweise kann hoordi sowohl auf hoort ghi, hoordet ghi sowie auf hoorde hi zurückgehen. Diese Formen sind nämlich das Ergebnis der verschiedenen möglichen Kontraktionen der finitiven Verbform mit verschiedenen Pronomen wie hi (niederländisch: hij), ghi (niederländisch: u/jullie) oder di (niederländisch: jij).

## 15. bis 16. Jahrhundert
Mehr Einheitlichkeit kam in der Mitte des 15. Jahrhunderts in die Rechtschreibung, als der Buchdruck Verwendung fand, durch den ein großes Publikum erreicht werden konnte. Allerdings wurde erst im Jahr 1550 vom Genter Drucker und Lehrer Joos Lambrecht die erste niederländische Rechtschreibungsabhandlung verfasst, worin er eine auf sowohl die Aussprache als auch auf morphologische Prinzipien basierende Standardrechtschreibung vorschlug, die übrigens nicht als einheitliche Rechtschreibung für alle Varianten des Niederländischen dieser Zeit galt.
Die Vereinigung von Rechtschreibung und Aussprache wurde 1581 von Pontus de Heuiter stark vorangetrieben; er vertrat bereits Schreibweisen wie mens statt mensch und wil statt will. 1584 formulierte Hendrik Laurenszoon Spiegel eine Reihe von In Liefde Bloeiende veröffentlichten Rechtschreibregeln zur Vereinheitlichung und Beibehaltung der Tradition, z. B. die Schreibung eines Vokals in offenen Silben und der Gebrauch von Akzenten, um Klangunterschiede darzustellen.

## 17. Jahrhundert
Die Statenvertaling von 1618 war der erste ernsthafte Versuch, die niederländische Rechtschreibung zu standardisieren. Der Versuch blieb aber erfolglos, wahrscheinlich, weil die Übersetzer sich untereinander nicht immer einigen konnten und manchmal verschiedene Rechtschreibungen desselben Wortes zuließen. Gleichförmigkeit spielte kaum oder gar keine Rolle; so wurde beispielsweise auch hant und goet geschrieben, neben den gebeugten Formen dieser Wörter auf -d.
1624 publizierte Antonis de Hubert seine Übersetzung der Psalmen Davids, worin er morphologisch konsistentere Schreibweisen wie duegd (wegen der Mehrzahl mit einem d), voll und veele benutzte. De Huberts Freund Samuel Ampzing war größtenteils mit ihm einverstanden, plädierte aber auch für eine sparsamere Verwendung von Schriftzeichen, zum Beispiel durch einen einzelnen Konsonanten im Auslaut.

## Rechtschreibung von Siegenbeek (1804, Niederlande)

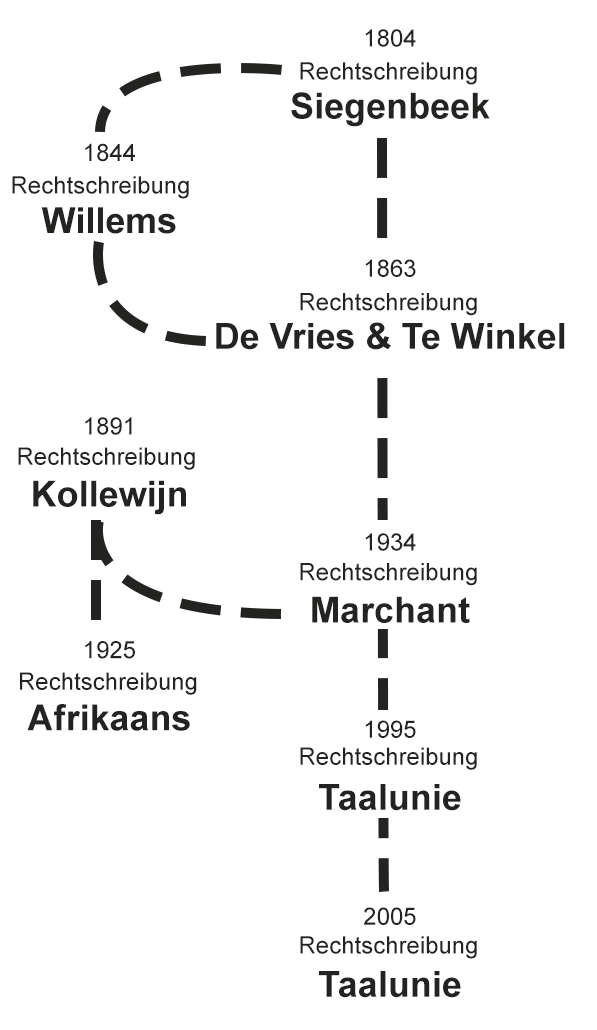
Schematische Übersicht der verschiedenen Rechtschreibungen

Die erste offizielle Regelung der Rechtschreibung in den Niederlanden datiert auf das Jahr 1804. Durch die Französische Revolution in der Batavischen Republik sah man eine Gelegenheit, um zu einer einheitlichen Rechtschreibung und Grammatik zu kommen. Der Leidener Hochschullehrer Matthijs Siegenbeek wurde 1801 vom niederländischen Bildungsministerium beauftragt, eine einheitliche Rechtschreibung zu verfassen; der Prediger Petrus Weiland wurde gebeten, eine Grammatik festzulegen.
Einige Jahre später veröffentlichte Siegenbeek seine Rechtschreibung in Verhandeling over de Nederduitsche spelling ter bevordering van de eenparigheid in dezelve (1804) und ein Woordenboek voor de Nederduitsche spelling (1805). Das Staatsbewind der Batavischen Republik führte die Rechtschreibung von Siegenbeek schon am 18. Dezember 1804 offiziell ein. Siegenbeek war der Meinung, dass die Rechtschreibung die kultivierte holländische Aussprache des Wortes darstellen sollte. Dabei sollten aber die Prinzipien der Gleichförmigkeit, der Etymologie und der Analogie berücksichtigen werden. An dieser Rechtschreibung hat das heutige Niederländisch die Schreibweise des ij wie in ijzer zu verdanken, eher auch oft wie yzer geschrieben. Bezeichnende Schreibweisen dieser Rechtschreibung sind z. B. berigt, blaauw, Dingsdag, gooijen, magt, kagchel, koningrijk, muzijk und zamen.
Ein gutes Beispiel eines mehr oder weniger monumentalen Buches, das in der Rechtschreibung von Siegenbeek erschien, ist das Crimineel Wetboek voor het Koningrijk Holland aus dem Jahr 1809, das unter König Louis Bonaparte eingeführtes, erstes Strafgesetzbuch der Niederlande, das bis zur französischen Einverleibung in der Franzosenzeit galt und dann durch das (französischsprachige) Code pénal ersetzt wurde.
Wirklich populär wurde die Rechtschreibung von Siegenbeek letztlich auch nicht. Siegenbeeks Schreibweise musste von Anfang an mit Kritik kämpfen, vor allem der Dichter Willem Bilderdijk widerstand der Rechtschreibung, teilweise aus persönlicher Feindschaft. Im Vorschlag von Bilderdijk sollte man die moderneren Wörter kachel, plicht und gooien, aber auch andwoord, hair, ontfangen, thands und wareld, die heutzutage wiederum anders geschrieben werden, verwenden. Das Schreibsystem von Bilderdijk war in den dreißiger und vierziger Jahren des 19. Jahrhunderts bei einigen Autoren sehr populär.

## Rechtschreibung von Willems (1844, Flandern)
In den südlichen Niederlanden galt die Rechtschreibung von Siegenbeek in der kurzen Periode des Vereinigten Königreichs der Niederlande. Sie wurde dort als eine Art Treueausdruck gegenüber der Regierung gesehen. Diese Rechtschreibung wurde allerdings niemals sehr populär. Bei der Gründung des Königreichs Belgien im Jahr 1830 wurde die Rechtschreibung von Siegenbeek als „holländisch“ und „protestantisch“ abgewiesen. Die Rechtschreibsituation war ziemlich verworren und Gegenstand zahlreicher  Debatten: über a oder ae, oo oder oó, ee oder eé, ei oder ey, ui oder uy, ambt oder ampt, u oder ue und über die Rechtschreibung der Verben.
1836 wurde ein von der belgischen Regierung gefördertes Preisausschreiben für eine neue offizielle Rechtschreibung veranstaltet. Die Jury, deren Vorsitzender Jan Frans Willems war, kam 1839 mit einem eigenen Vorschlag. Dieser Vorschlag war sehr eng an den von Siegenbeek gelehnt, man schrieb jedoch immer noch kaes, ryden und vuerig. Diese alternative Rechtschreibung – als die Rechtschreibung von Willems oder auch Commissiespelling bekannt – wurde 1841 definitiv festgelegt. Am 9. Januar 1844 schließlich wurde sie durch einen königlichen Erlass offiziell eingeführt.

## Rechtschreibung von De Vries und Te Winkel (1864, Flandern; 1883, Niederlande)

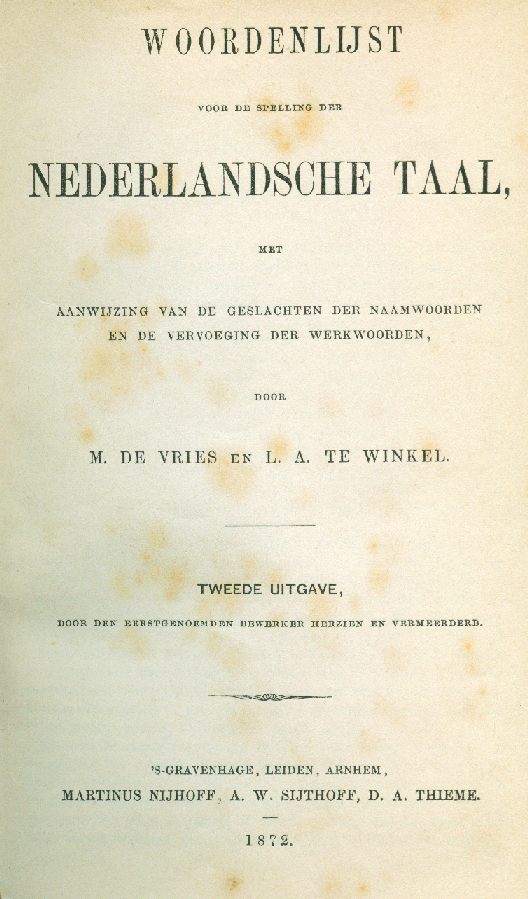
Titelseite der Woordenboek der Nederlandsche Taal von De Vries und Te Winkel (2. Auflage, 1872)

Die Rechtschreibung, die bis zum heutigen Tag in geänderter Form in den Niederlanden und Flandern verwendet wird, war ursprünglich nur als Gebrauch in einem Wörterbuch zu verstehen. Im Jahr 1851 startete man während des Taal- en Letterkundige Congres in Brüssel, wobei sowohl die Niederlande als auch Flandern vertreten waren, ein Großprojekt: das Zusammensetzen des Woordenboek der Nederlandsche Taal, eines großen Wörterbuchs, in dem der niederländische Wortschatz der vergangenen Jahrhunderte beschrieben werden sollte.
Dieses Gesamtprojekt stieß sich jedoch auf ein Problem: Es musste ein auf den Rechtschreibungen Siegenbeeks, Willems’ und den Varianten der Rechtschreibung von Bilderdijk basierender Kompromiss gefunden werden. Eine gemischte Verwendung dieser Schreibweisen würde zu großem Ärger bei Herstellern und Anwendern führen. Außerdem eignet sich das Schreibsystem von Siegenbeek nicht für Disziplinen wie die Getrennt- oder Zusammenschreibung von Komposita und die Fugenlaute in Komposita. So wurde beschlossen, eine spezielle Wörterbuchrechtschreibung zu verfassen.
Diese Rechtschreibung wurde von den Sprachgelehrten Matthias de Vries und L.A. te Winkel verfasst. 1863 veröffentlichte Te Winkel die Ergebnisse in De grondbeginselen der Nederlandsche spelling. Ontwerp der spelling voor het aanstaande Nederlandsch Woordenboek. Diese Rechtschreibung vereinte Elemente der drei zu dieser Zeit gängigen Rechtschreibsysteme. Sie deckte den Bedarf: Nach einiger Recherche vom Spellingscommissie wurde sie in Belgien schon am 21. November durch einen königlichen Erlass für den Staat und die Bildungseinrichtungen eingeführt. Für die normalen Sprachteilhaber erschien im Jahre 1866 von De Vries und Te Winkel der Vorläufer des heutigen Groene Boekje, das Woordenlijst voor de spelling der Nederlandsche taal.
De Vries und Te Winkel waren unter anderem der Meinung, dass wenn ein Schreiber fand, dass ein Wort anders geschrieben werden sollte, als es im Wörterbuch steht, er es einfach umschreiben können sollte, wenn er in der Lage war, seine Umformung erörtern zu können und diese konsequent zu verwenden.
In den Niederlanden verlief die Annahme der Rechtschreibung von De Vries und Te Winkel langsamer. 1870 wurde für Schulen die Pflicht, die Rechtschreibung von Siegenbeek zu unterrichten, abgeschafft, was den Weg für die Rechtschreibung von De Vries und Te Winkel ebnete. Der Staat folgte erst einige Jahre später: Im Dezember 1882 entschloss er sich, die Rechtschreibung ab dem 1. Januar 1883 in seinen Dokumenten zu verwenden. Das Strafgesetzbuch der Niederlande von 1886 wurde von De Vries selbst auf Sprache und Rechtschreibung überprüft. Obwohl sie durch den Entschluss des Staates nun in den Niederlanden eingeführt wurde, verwendete man in einigen Gebieten noch lange Zeit die Rechtschreibung von Siegenbeek. Die Rechtschreibung von De Vries und Te Winkel führte zu einer weitgehenden Vereinheitlichung der niederländischen Rechtschreibung in den Niederlanden und in Belgien.
Für die niederländische Sprache in Südafrika wurde 1905 die von Roeland Anthonie Kollewijn verfasste Vereenvoudigde Nederlandse Spelling eingeführt.

## Rechtschreibung von Marchant (1934, Niederlande)
Obwohl die Rechtschreibung von De Vries und Te Winkel sich als besser als die vorangegangenen Rechtschreibsysteme erwies, meinte man, dass die Rechtschreibung eine Vereinfachung brauche. Lehrer und Sprachgelehrte waren der Meinung, dass das Prinzip der Etymologie zu streng gehandhabt wurde. Der Unterschied zwischen lezen und heeten war zwar etymologisch vertretbar, aber schwer zu unterrichten, da er nicht die Aussprache der Mehrheit der Sprachteilhaber widerspiegelte. Einer der wichtigsten Gegner war R.A. Kollewijn, der 1891 den Artikel Onze lastige spelling. Een voorstel tot vereenvoudiging. veröffentlichte. Er drängte auf eine Vereinfachung der Rechtschreibung und die Abschaffung von Regeln, die nicht in Übereinstimmung mit der reellen gesprochenen Sprache sind. Mensch und Nederlandsch sollten mens und Nederlands werden, Russisch sollte seiner Meinung nach wie Russies geschrieben werden und moeilijk wie moeilik.
1916 wagte eine niederländische Kommission sich an die Frage, ob man zu einem Kompromiss zwischen der Rechtschreibung von De Vries und Te Winkel und der Rechtschreibung von Kollewijn kommen konnte. Das führte langsam zu Anpassungen: Am 1. September 1934 wurden die meisten Vorschläge vom Bildungsminister Henri Marchant in den niederländischen Bildungseinrichtungen eingeführt. Dies führte wieder zu einem größeren Unterschied zwischen den Rechtschreibungen der Niederlande und Belgiens.
Die Rechtschreibung von Marchant beinhaltete:
- Kasus-Deklination (wie op den stoel) wurde abgeschafft, außer bei Wörtern, die ausschließlich einen Mann oder ein männliches Tier andeuten (wie aan den heer und van den stier);
- oo und ee am Ende von offenen Silben (zoo, heeten) änderte er in o oder e, außer ee am Ende eines Wortes (zee);
- der seit der Periode des Mittelniederländisch aus der Umgangssprache aufgelöste postalveolare Klang am Ende vieler Wörter auf -s verschwand (z. B. in visch und mensch; eine Wortgleichung aus dem deutschen Fisch und dem englischen fish);
- das th (ohne ausgesprochene h) blieb manchmal (thans, theater, thee, katholiek) und verschwand manchmal (atleet, auteur, retoriek, panter);
- die Endungen -isch (wie in logisch) und -lijk (mogelijk) blieben ungeändert.

## Die Rechtschreibreform von 1946 (Flandern) und 1947 (Niederlande)

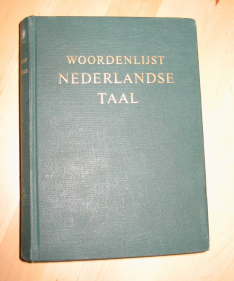
Das Groene Boekje von 1954

Noch während des Zweiten Weltkrieges erreichten die Regierungen von Belgien und den Niederlanden eine Übereinstimmung über eine angepasste Version und eine Vereinfachung der Rechtschreibung von Marchant. In Belgien wurde sie 1946 gesetzlich bekräftigt und in den Niederlanden 1947 verabschiedet. Die dazugehörende Woordenlijst Nederlandse Taal stand bis 1954 aus. Im Volksmund wird das Wörterverzeichnis wegen der Farbe ihres Umschlags häufig das Groene Boekje genannt. Dieses Wörterverzeichnis wurde von einer gemeinsamen niederländisch-flämischen Kommission zusammengestellt. Die Schreibung der Endung  -sch wurde größtenteils abgeschafft (mensch zu mens, bosch zu bos). Das Einbauen des verbindenden n wurde in zusammengesetzten Wörtern (Zwischen-n) ganz freigelassen. Deshalb hatten viele Lehnwörter eine doppelte Rechtschreibung, obwohl oft eine bevorzugte Schreibung angegeben wurde.

## Die Rechtschreibreform von 1955
1955 wurden die 1946/1947 angekündigten Rechtschreibänderungen durchgeführt, welche inhaltlich nicht neu waren. Der Inhalt des Groene Boekje war das Ergebnis einer zuvor eingesetzten Kommission und hat nichts mit den 1946/1947 vorgeschlagenen Änderungen zu tun.
In den folgenden Jahrzehnten ermöglichte es die Rechtschreibvariante mit den bevorzugten Schreibweisen, zwischen einer klassischen und einer modernen Variante zu wählen: accoord gegenüber akkoord, aber auch conflict gegenüber konflikt (heutige Schreibweise: akkoord, conflict). Auch gab es Alternativschreibweisen, die als progressiv angesehen wurden. So wurde die eher genannte Endung -isch als -ies geschrieben.

## Die Rechtschreibreform von 1996 (Niederlande und Flandern)
Nach jahrelangen Diskussionen und verschiedenen Rechtschreibkommissionen ging 1994 das Ministerkomitee der 1980 gegründeten Nederlandse Taalunie eine neue Rechtschreibung an. Dies führte ebenfalls zu einer neuen Ausgabe des Groene Boekje.
Ein auffälliger Unterschied zum Groene Boekje von 1954 war eine neue Regelung in Bezug auf das Schreiben des Zwischen-n in Komposita. Die im Jahr 1954 eingeführte Regel des „erforderlichen Plurals“ entfiel, stattdessen sollte man beim Bestimmen der richtigen Schreibweise nur auf die Pluralform achten. So wurden sehr traditionelle niederländische Schreibweisen wie ruggegraat und pannekoek jäh geändert in ruggengraat und pannenkoek. Diese Änderung wurde allgemein als wünschenswert angesehen, da das Wort wie im Deutschen wie ein Kompositum aus pannen und koek aussieht (in Wirklichkeit zeigt das deutsche Pfannen- allerdings die alte Endung des Genitivs Singular, nicht etwa des Plurals). Da das -n im Plural pannen auch nicht gesprochen wird, bot es sich an, pannenkoek zu schreiben. Die Rechtschreibung mancher botanischer Bezeichnungen blieb jedoch ungeändert – die sogenannte paardebloemregel –, allerdings verschwand das Zwischen-n in gedachtengang wegen der möglichen Pluralform gedachtes.
Man wollte dringend weg von der doppelten Rechtschreibung, die seit 1946/1947 für bestimmte Wörter galt: die sogenannte voorkeurspelling. Im Allgemeinen wurde die bevorzugte Schreibung nun zur einzig offiziell zugelassenen Schreibung erklärt: aktie wurde zu actie, auch in Flandern, wo das k häufig in Rechtschreibungen ohne bevorzugte Schreibungen auftauchte.
Die dritte umfangreiche Änderung war die Ersetzung des Tremas zur Vokaltrennung bei Komposita durch einen Bindestrich. Es wurde also zee-eend statt zeeëend geschrieben.
Die Änderungsvorschläge traten in den Niederlanden am 1. August und in Flandern am 1. September 1996 in Kraft.

## Die Rechtschreibreform von 2006 (Niederlande und Flandern)
Im Jahr 1994 wurde beschlossen, das Wörterverzeichnis des Groene Boekje alle zehn Jahre zu revidieren, wobei die Regeln bleiben sollten. Die erste Revision des Groene Boekje erschien am 15. Oktober 2005. Diese Rechtschreibung trat offiziell am 1. August 2006 in Kraft.
In dieser Revision wurde die paardebloemregel abgeschafft: paardebloem und vliegezwam wurden paardenbloem und vliegenzwam, sodass die Rechtschreibung dieser Wörter besser an z. B. paardenstaart und vliegenmepper anschloss.
Weiterhin gab es vor allem einzelne Anpassungen. Die Rechtschreibung von Wörtern wurde angepasst, ohne dass Regeln geändert wurden. Ein kurzer Überblick dazu:
- Namen von Bevölkerungsgruppen bekamen eine Majuskel, auch wenn sie durch keinen Land- oder Gebietsnamen mit dem Wort verbunden sind, von dem sie abgeleitet werden, z. B.: Kelt, Azteek und Eskimo. Einen Oberbegriff für eine ethnische Gruppe schrieb man mit einer Minuskel: indiaan und zigeuner.[5]
- Jood/jood wurde deswegen zu einem Spezialfall: handelte es sich um einen Anhänger des Judentums, dann schrieb man jood. Handelte es sich um jemanden, der zum jüdischen Volk gehört, dann schrieb man Jood, mit einer Majuskel. Also: joden, christenen und moslims versus Joden, Amerikanen und Europeanen.
- Es gab Änderungen in der Rechtschreibung zusammengesetzter englischer Wortgruppen, z. B. online statt on line, full colour statt fullcolour, would-beschrijver statt would-be-schrijver.[6]
- Einige Bindestrichregeln wurden geändert: extreem-rechts wird extreemrechts.[A 2] Weiterhin wurde ik-roman geschrieben (früher aneinander) und noch einige andere.[7]
- Einige versteinerte Komposita wurden „entsteinert“, wie paddenstoel, dronkenman und dronkenlap (früher ohne Zwischen-n).[8]
- Einige inkonsequente Wörter, die im Groene Boekje von 1995 „falsch“ angegeben waren, sind richtiggestellt worden: appèl wurde appel (da in der ursprünglichen Sprache, dem Französischen, kein Gravis geschrieben wird), ideeënloos wurde ideeëloos (Konsistenz mit z. B. besluiteloos).[9]

Suriname hat als assoziiertes Mitglied der Taalunie (das Assoziierungsabkommen ist im Dezember 2004 unterschrieben) zu erkennen gegeben, dass er die Taalunie-Beschlüsse im Bereich der Rechtschreibung befolgt.

### Witte Boekjeverlässt offizielle Rechtschreibung (2006, Niederlande)
Kurz nach der Veröffentlichung der Rechtschreibänderung von 2006 entwickelten einige niederländische Zeitungen und Zeitschriften die Witte spelling, die sie zusammen mit dem Genootschap Onze Taal für eine alternative Rechtschreibung verwendeten. Diese entspricht nach Meinung der Bewegung Platform de Witte Spelling eher dem Sprachgefühl der niederländischen Sprachteilhaber.
Diese witte spelling wird mittlerweile von einem Teil der niederländischen Medien benutzt, unter anderen von einigen landesweiten Zeitungen. Das Groene Boekje wird jedoch von den staatlichen Behörden benutzt und im niederländischen Schulsystem unterrichtet. In Flandern und Suriname hat die witte spelling kaum Anhänger.